# خالد بن یزید شیبانی
خالد بن یزید شیبانی از سرداران و فرمانداران عرب خلافت عباسی بود که در قفقاز فعالیت داشت. خالد در قفقاز به قتل‌عام مردم و به صلیب کشیدن گروگان‌ها دست زد. او از اعضای عشیره عرب شیبان بود که در منطقه دیاربکر سکونت داشتند. خالد پسر سوم یَزید بن مَزیَد شِیبانی، نیای شروان‌شاهان بود.
مأمون خلیفه در ۲۰۵/ ۸۲۰ خالد بن یزید بن مزید شیبانی را به ولایت اران فرستاد. مردم شکّی از اطاعت او سرباز زدند و عامل او را به قتل رسانیدند. خالد به آن جانب لشکر کشید، و ایشان شب هنگام بر او تاختند. خالد پیروز شد و کشتاری عظیم به راه انداخت. آنان امان طلبیدند و خالد در ازای پرداخت پانصد هزار درهم در سال و گرفتن گروگان از آنان، رهایشان کرد. پس از آن گرجی‌ها طغیان کردند و او رهسپار سرزمینشان شد و با اهل صَنار به جنگ پرداخت و آنان را شکست داد و خلقی عظیم را بکشت. سپس گروگان‌هایی گرفت، امّا همه را بر صلیب کشید. آنگاه به ناحیه دبیل رفت و همان‌جا مقام کرد، تا حدود ۲۲۰/ ۸۳۵ بعد از مرگ مأمون از کار برکنار شد.